# Wintersville, Ohio
Wintersville là một làng thuộc quận Jefferson, tiểu bang Ohio, Hoa Kỳ. Năm 2010, dân số của làng này là 3924 người.